# Fly High (album)
 For alternative betydninger, se Fly High. (Se også artikler, som begynder med Fly High)
Fly High er det tredje studiealbum fra den danske eurodanceduo Me & My. Det blev udgivet i 26. februar 2001 og solgte 10.000 eksemplarer.
Sangen "Fly High" var den mest succesrige single fra albummet, da den toppede som #8 på Tracklisten, hvor den røg ud efter 9 uger, og den toppede som #12 på Tjeklisten.
Herefter kom "Sleeping My Day Away", der var en coverversion af D-A-Ds sang fra albummet No Fuel Left for the Pilgrims fra 1989. Den nåede #20 på Tracklisten og #17 på Tjeklisten. Den sidste single, "La La Superstar", nåede #15 på Tracklisten og #19 på Tjeklisten.

## Spor
1. "Fly High" (4:29)
2. "La La Superstar" (3:24)
3. "Sleeping My Day Away" (4:25)
4. "Can't Forget The Past (Da Dap)" (4:21)
5. "Secret Garden" (3:20)
6. "No Way" (3:18)
7. "If I Was Your Lover" (3:08)
8. "The Sweetest Melody" (3:30)
9. "What Am I Gonna Do?" (3:37)
10. "Take My Heart" (3:41)
11. "Crazy" (4:23)
12. "Fly High Goodbye" (1:43)

Japansk Version
1. "Fly High"
2. "Can't For Get The Past (Da Dap)" (andet mix)
3. "Sleeping My Day Away"
4. "La La Superstar"
5. "Secret Garden"
6. "No Way"
7. "If I Was Your Love"
8. "Sweetest Melody"
9. "What Am I Gonna Do"
10. "Take My Heart"
11. "Crazy"
12. "Fly High Goodbye"
13. "Fly High" (Club Mix)
14. "Fly High" (Dj Allgator Club Mix)
15. "Fly High" (Ringo Brothers Remix)